# Aloïdes
Segons la mitologia grega, els aloïdes (en grec antic: Ἀλωεῖδαι, Aloeîdai) o alòades (grec antic: Ἀλωάδαι, Alōádai) van ser dos gegants bessons, anomenats Otos (grec antic: Ὦτος) i Efialtes, que Posidó va tenir d'Ifimedia, filla de Tríopas. El nom amb el qual són coneguts prové del seu pare putatiu, Aloeu, casat amb Ifimedia, i fill també de Posidó i de Cànace.
Ifimedia, enamorada de Posidó, passejava per la platja agafant aigua amb la mà i vessant-la en el seu pit. Posidó va cedir al seu amor i va donar-li dos fills, Otos i Efialtes, que cada any creixien un colze d'amplada i una braça d'alçada, i als 9 anys feien 9 colzes d'amplada (uns 4 metres) i nou braces d'alçada (uns 17 metres). Llavors van decidir declarar una guerra als déus. Protagonistes d'una gigantomàquia particular, intentaren arribar a l'Olimp posant unes muntanyes al damunt de les altres i amenaçant d'omplir el mar de muntanyes i desplaçar-lo on fins llavors hi havia hagut terra. Finalment van declarar el seu amor a dues deesses a les que volien raptar: Hera i Àrtemis. Irritats amb Ares, que havia mort Adonis en el curs d'una cacera, van tancar el déu en una gerra de bronze, on el tingueren tretze mesos fins que Hermes l'alliberà. Totes aquestes gestes van atreure sobre els germans la ira dels déus que segons la tradició van morir traspassats per les fletxes d'Apol·lo o, segons altres versions, pels llamps de Zeus, o bé es van matar l'un a l'altre quan volien capturar un cabirol enviat per Àrtemis. Un cop morts, van ser precipitats al Tàrtar. El càstig va continuar allà, ja que se'ls va lligar amb serps a una columna on una òliba comuna els turmentava cridant sense parar.
Hom els atribueix la fundació de diverses ciutats, com Alòion a Tràcia, i Ascra a l'Helicó, on donaven culte a les muses, que havien anat totes, el dia de la seva mort, a Naxos, on els gegants van ser enviats pel seu pare a buscar la seva mare i la seva germana Pàncratis, raptades pels pirates.